# Len Rader
Leonard Reder, detto Len (Brooklyn, 29 marzo 1921 – Margate, 29 dicembre 1996), è stato un cestista statunitense, professionista nella NBL e nella PBLA.
Era il fratello gemello di Howie Rader.

## Carriera
Debuttò da professionista nella NBL con i Tri-Cities Blackhawks, disputando 20 partite nel 1946-47. L'anno successivo giocò nella PBLA con i Birmingham Skyhawks.
Tornò nel 1948-49 nella NBL, disputando 14 partite con gli Hammond Calumet Buccaneers.

## Palmarès
- Campione ABL (1945)